# 2009 à Cuba
2006 à Cuba - 2007 à Cuba - 2008 à Cuba - 2009 à Cuba - 2010 à Cuba
2006 par pays en Amérique - 2007 par pays en Amérique - 2008 par pays en Amérique - 2009 par pays en Amérique - 2010 par pays en Amérique

## Chronologie

### Janvier 2009
- Jeudi 1er janvier 2009 : 

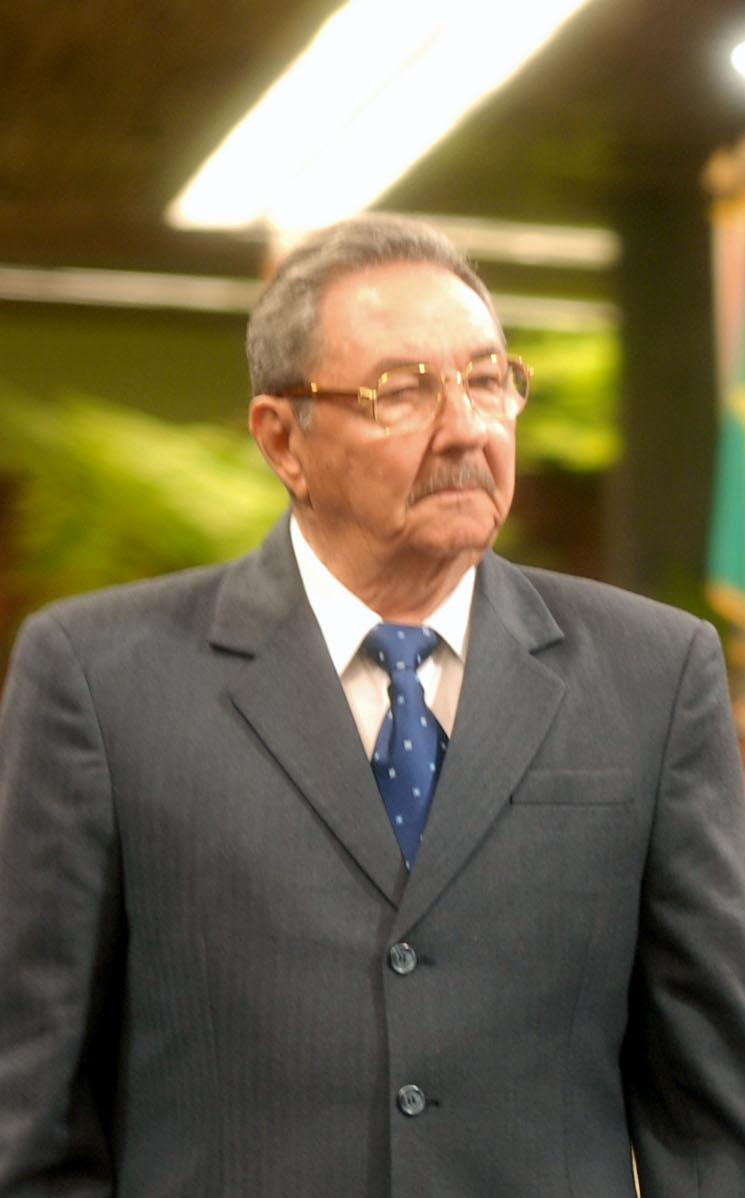
Raul Castro
(début 2008)

  - L'élection du nouveau président américain, Barack Obama, a ravivé durant les dernières semaines la controverse sur la question raciale à Cuba, car les médias ont toujours présenté les États-Unis comme la société présentant la plus grande ségrégation raciale après l'Afrique du Sud. Alors que les statistiques officielles affirment que la population cubaine comprend 11 % de Noirs, l'université de Miami estime qu'ils représenteraient en fait 62 % de la population. L'opposant social-démocrate noir Manuel Cuesta Morúa déclare :  « Alors que les États-Unis ont élu un Noir à la présidence, quarante ans après l'assassinat de Martin Luther King, qu'a fait Cuba en cinquante ans de révolution ? […] Les Noirs américains sont une minorité, alors qu'à Cuba nous sommes majoritaires ». Selon lui, la terminologie locale - distingue une multitude de nuances selon la couleur de peau, qui vont du « negro azul » (noir bleu) au « blanconazo » (blanchâtre), en passant par le « prieto »(noirâtre), le « moreno » (brun), le « mulato  » (mulâtre), le « trigueño » (brun clair) et le « jabao » (clair de peau), d'où la différence entre la perception subjective et l'observation sociologique[1].
  - Commémoration du 50e anniversaire du régime castriste. Le président Raúl Castro(77 ans) s'exprimant depuis Santiago de Cuba sur le balcon même où son frère aîné avait proclamé la victoire sur le dictateur Fulgencio Batista, le 1er janvier 1959, affirme devant 3 000 personnes que la révolution cubaine est plus forte que jamais mais doit livrer une « lutte incessante » face à la menace américaine. Il a salué les réalisations de la révolution communiste et mis en garde contre les périls qui la guettaient : « Jamais l'ennemi ne cessera de se montrer agressif, traître et dominateur. Il est temps de penser à l'avenir, aux cinquante prochaines années où nous devrons toujours mener une lutte incessante » mais se dit prêt à dialoguer directement « sans intermédiaires » et d'égal à égal avec le nouveau président américain. Fidel Castro (82 ans) n'a pu, en raison de son état de santé, prendre part aux cérémonies[2].

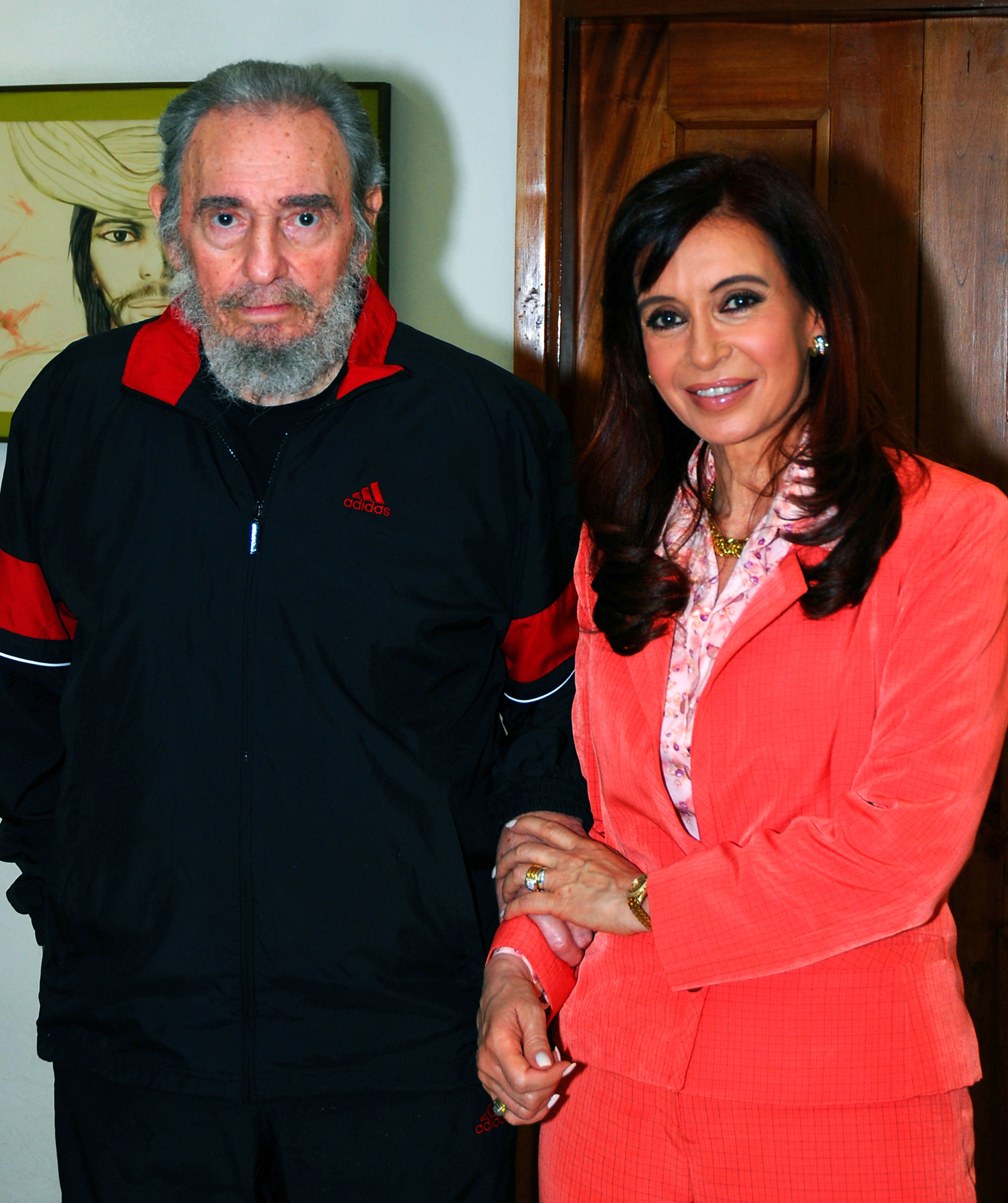
Fidel Castro
avec Cristina Kirchner
(janvier 2009)

- Lundi 5 janvier 2009 : Le président Raúl Castro autorise désormais la construction de maisons par des particuliers — un domaine réservé jusqu'ici à l'État — pour faire face à une très grave crise du logement aggravée par les dégâts du passage de trois ouragans sur l'île en 2008 qui ont endommagé au moins un demi-million d'habitations. Cette annonce a été faite à l'occasion de l'inauguration à Santiago de Cuba d'un nouveau quartier construit à partir de « pétromaisons » fabriquées à partir de dérivés du pétrole fournis par le Venezuela alors que le programme gouvernemental de 100 000  par an approuvé il y a trois et demi n'a été réalisé qu'à moitié. Les experts estiment que la libéralisation du secteur de la maison individuelle va rapidement permettre la construction de plusieurs « centaines de milliers de maisons » et la création d'une véritable base industrielle pour développer l'habitat.

- Mercredi 21 janvier 2009 : Fidel Castro (82 ans) reçoit dans sa « retraite médicale » la président argentine Cristina Fernández de Kirchner. Le président Raúl Castro dément les rumeurs faisant état d'une aggravation de l'état de santé de son frère.

- Jeudi 22 janvier 2009 : Fidel Castro, dans un commentaire publié sur le site internet officiel cubadebate.cu, appelle le Parti communiste et le gouvernement à poursuivre leur travail malgré sa « grave maladie ou sa mort » : « J'ai diminué le nombre de réflexions comme je me l'étais proposé pour l'année actuelle, afin de ne pas interférer ou de gêner les compagnons du Parti et de l'État dans les décisions qu'ils doivent prendre […] Je suis bien, mais j'insiste : aucun d'entre eux ne doit se sentir impliqué par mes éventuelles réflexions, ma grave maladie ou ma mort ».

- Jeudi 29 janvier 2009 : Fidel Castro, dans un commentaire publié sur le site internet officiel cubadebate.cu, accuse le nouveau président Barack Obama de suivre la politique de son prédécesseur George W. Bush en soutenant Israël dans le « génocide » des Palestiniens. Il estime qu'il « reprend la politique suivie par George W. Bush [en] décidant d'appuyer résolument Israël puissance nucléaire [armée par] l'industrie de l'empire, [et menaçant] avec une violence extrême la population de tous les pays de foi musulmane ». Il lui reproche aussi son refus de rétrocéder sans condition à Cuba le territoire de la base navale américaine de Guantanamo.

### Février 2009
- Lundi 2 février 2009 : 
  - Dans le cadre de la réforme agraire voulue par le président Raul Castro afin d'accroître la production nationale et de réduire les importations, Cuba va procéder à la plus vaste redistribution de terres depuis plus de quarante ans et attribuer 45 500 baux agricoles environ à de petits exploitants. En 2008, Cuba a dépendu à 40 % de l'étranger pour sa consommation alimentaire, pour un coût évalué à deux milliards de dollars. Selon Granma, le journal du Parti communiste : « Le vice-ministre de l'Agriculture, Alcides Lopez, a expliqué que 96 419 demandes avaient été reçues au 22 janvier pour 1,3 million d'acres (650 000 hectares) de terres et que 45 518 avaient reçu une réponse favorable ». Cuba compte environ 250 000 exploitations familiales et quelque 1 100 coopératives privées qui fournissent environ 70 % de la production nationale sur environ un tiers des terres. Le reste des terres appartient à l'État et la moitié de celles-ci est laissée en jachère[3].
  - Le groupe public pharmaceutique algérien Saidal annonce la conclusion  d'un accord de partenariat avec le groupe cubain Heber biotic pour la production en Algérie d'un vaccin contre l'hépatite B. L'accord prévoit  la fabrication du vaccin dès le mois de juin et la construction à terme d'une usine d'une capacité de production de 5 millions de doses égale aux besoins du pays pour un investissement estimé à 3,5 millions d'euros. L'Algérie a importé en 2008 pour 1,85 milliard de médicaments et veut  réduire sa facture d'importation de produits pharmaceutiques en encourageant la production nationale.

- Jeudi 5 février 2009 : En ouverture du débat dans le cadre de la procédure d'Examen périodique universel (EPU) par le Conseil des droits de l'homme de l'ONU sur la situation des droits de l'homme dans l'île communiste, la ministre cubaine de la Justice, Maria Esther Reus, a  vanté son bilan en matière de respect des droits de l'homme, en insistant sur les droits sociaux et culturels, et a nié formellement détenir des prisonniers de conscience, affirmant que « la promotion et la protection des droits de l'homme sont assurées ». Cependant, Amnesty International recense 58 prisonniers d'opinion cubains et les ONG spécialisées dénoncent la violation systématique des droits fondamentaux des Cubains. Selon José Miguel Vivanco, directeur pour les Amériques de Human Rights Watch : « En dépit de la passation de pouvoir de Fidel à Raul Castro, la machine répressive du régime construite durant cinquante ans est intacte et les droits fondamentaux continuent d'être niés systématiquement ». Une controverse s'est développée car sur 103 inscrits pour le « débat interactif », seulement 60 orateurs ont pu s'exprimer et parmi eux seulement dix ont eu l'occasion de contredire la délégation gouvernementale cubaine[4].

- Samedi 7 février 2009 : Une collision entre deux trains de passagers à Sibanicu (province de Camaguey, est) a fait au moins trois morts et 93 blessés dont 69 ont été hospitalisés. Dernièrement, le gouvernement a investi quelque 500 millions de dollars dans la modernisation du réseau ferroviaire, comprenant l'assistance d'équipes techniques chinoise et iranienne et la réparation des voies affectées par 15 ans de crise économique.

- Vendredi 20 février 2009 :  Le président vénézuélien Hugo Chávez effectue une courte visite surprise à Cuba, afin de célébrer sa victoire au référendum de la semaine dernière, qui lui permet de se représenter indéfiniment. Il a rencontré à deux reprises son mentor Fidel Castro, ainsi que son frère Raul, qui lui a succédé au pouvoir. Fidel Castro a estimé dernièrement dans un de ses éditoriaux que l'avenir de Cuba était « inséparable » de la victoire d'Hugo Chavez au référendum, car le Venezuela est le plus proche allié politique de l'île, et aussi son principal bailleur de fonds, lui livrant près de 100 000 barils quotidiens à tarif préférentiel.

- Vendredi 27 février 2009 : Le président vénézuélien Hugo Chávez, qui se considère comme le « fils spirituel » du « comandante », assure que Fidel Castro, qui n'est pas apparu en public depuis deux ans et demi, a pu marcher il y a deux semaines, d'un pas lent mais assuré dans un secteur boisé de la banlieue de La Havane : « Fidel Castro, que beaucoup décrivaient comme étant en phase terminale, Fidel nous a tous surpris et vous savez ce qu'il a fait ? […] Il est allé marcher. Fidel est sorti. Et on le voyait. Mais, c'est Fidel en train de marcher à La Havane. Un miracle. Les gens pleuraient »

### Mars 2009

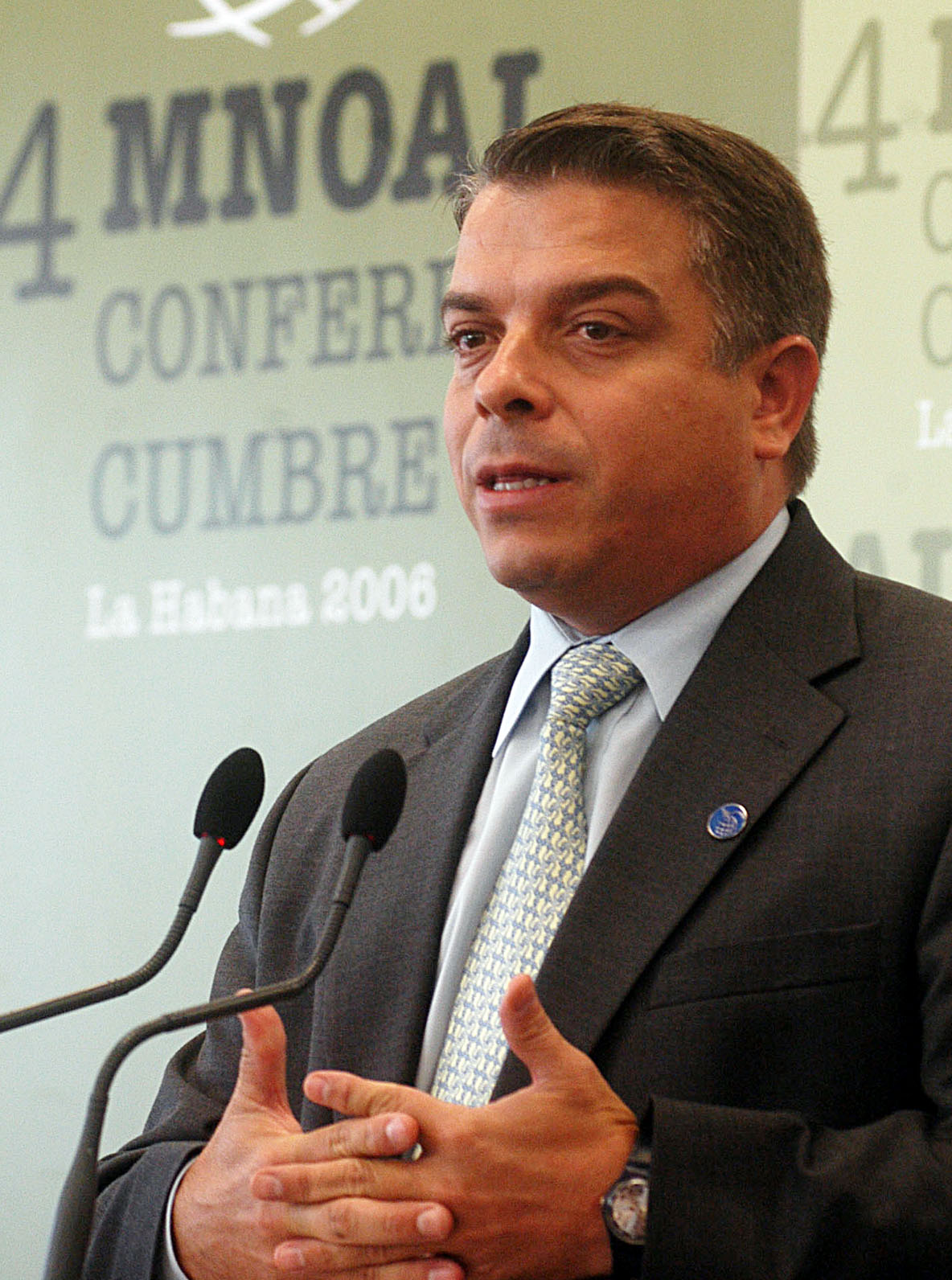
Felipe Pérez Roque
(septembre 2006)

- Lundi 2 mars 2009 : Le président Raúl Castro limoge le ministre des relations extérieures, Felipe Pérez Roque (43 ans), et son chef de cabinet, Carlos Lage (57 ans),  remplacé par le général José Amado Ricardo Guerra, dans le cadre d'une profonde restructuration du gouvernement. La restructuration, promise par Raul Castro en avril 2008 au moment où il avait définitivement succédé à son frère Fidel Castro à la présidence, porte sur une  dizaine de remplacements et fusions de ministères et est destiné selon le président à rendre le gouvernement plus compact, plus efficace et à « perfectionner » le système cubain. Carlos Lage était également l'un des cinq vice-présidents et faisait de facto fonction de premier ministre. Après la chute de l'Union soviétique, il avait fait adopter certaines réformes qui avaient aidé l'économie cubaine. Le ministre de l'Économie José Luis Rodriguez Garcia a également été remercié. Selon des observateurs, les deux personnalités limogées, qui étaient crédités d'un certain esprit d'ouverture, étaient les plus jeunes membres d'un pouvoir où dominent les septuagénaires et étaient les plus en contact avec les réalités économiques et le monde extérieur.

- Mardi 3 mars 2009 : Fidel Castro affirme que les personnalités limogées dans le cadre de l'importante restructuration gouvernementale  s'étaient laissé séduire par « le miel du pouvoir ».

### Avril 2009
- Vendredi 3 avril 2009 : Une délégation de sept membres démocrates de la Chambre des représentants américaine est en visite dans l'île pour 5 jours, dans le cadre d'une visite à Cuba pour favoriser le dialogue entre les deux pays en confrontation depuis 50 ans. Ils sont reçus à La Havane par le président de Parlement, Ricardo Alarcon.

- Samedi 4 avril 2009 : 
  - La délégation de parlementaires américains est reçue par le chef de la diplomatie cubaine, Bruno Rodriguez. Ils ont aussi visité un centre de biotechnologie.
  - Le président américain Barack Obama prévoit un nouvel assouplissement des sanctions contre Cuba, en permettant notamment aux Américains d'origine cubaine de voyager de façon illimitée dans l'île communiste. Il  envisage également d'autoriser les transferts de fonds illimités de particuliers vers Cuba. Ces nouvelles règles, qui ne nécessitent pas l'accord du Congrès, concerneraient près de 1,5 million d'Américains dont un membre de la famille vit à Cuba.

- Mardi 7 avril 2009 : Fidel Castro reçoit 3 parlementaires démocrates noirs américains, Barbara Lee (Californie), Laura Richardson (Californie) et Bobby Rush (Illinois).

- Mercredi 8 avril 2009 : à la suite de sa « rencontre magnifique » avec les trois parlementaires démocrates noirs américains, Fidel Castro estime qu'il appartenait au président américain, Barack Obama, de prendre l'initiative d'une amélioration des relations avec Cuba : « Nous n'étions pas les agresseurs, nous ne menacions pas les États-Unis ».

- Jeudi 9 avril 2009 : Fidel Castro estime « contradictoire » la politique extérieure prônée par le président Barack Obama lors de sa première tournée à l'étranger qui lui a néanmoins apporté, des « résultats politiques indiscutables ». Au sujet de l'OTAN, il estime qu'elle est « une organisation belliqueuse et agressive qui menace non seulement la Russie mais aussi d'autres pays dans n'importe quelle partie du monde »[5].

- Lundi 13 avril 2009 : 
  - Le président américain Barack Obama annonce que les Cubains expatriés aux États-Unis pourront désormais se rendre à Cuba et y transférer des fonds de manière illimitée. Les transferts de fonds constituent déjà la troisième source de revenus du pays, après les exportations et le tourisme. Le relâchement de l'embargo laisse entrevoir de nombreuses possibilités commerciales, en particulier dans le domaine du tourisme et du transport aérien. Selon le Fonds monétaire international, le tourisme à Cuba pourrait passer de 2,3 à 5 millions de visiteurs annuels[6].
  - Fidel Castro exige la fin du « blocus » américain contre son pays, indiquant qu'il ne voulait pas d'une « aumône », à la suite de la levée des restrictions sur les voyages et les transferts d'argent des Américano-Cubains.

- Vendredi 17 avril 2009 : 
  - L'Assemblée de la Résistance, regroupant 54 organisations d'exilés cubains et d'opposants sur l'île communiste, ont envoyé depuis Miami une lettre aux « représentants démocrates des Amériques » réunis en sommet à Trinité-et-Tobago, pour leur demandant de soutenir les appels à la démocratie à Cuba. Elles dénoncent le fait que le régime politique cubain soit « un régime de parti unique et que tout message d'opposition y est réprimé comme un délit de propagande ennemie […] Nous pensons que ce n'est pas le moment d'accepter la dictature cubaine sans conditions ».
  - Le président Raúl Castro est visite à Cumana (Venezuela) où il a rencontré le président vénézuélien Hugo Chávez. Il affirme vouloir discuter « de tout » avec les États-Unis, y compris des droits de l'Homme et des prisonniers.

- Mercredi 22 avril 2009 : Fidel Castro met un terme au rapprochement tenté par son frère le président Raúl Castro avec les États-Unis en affirmant que les propos tenus la semaine dernière sur sa disposition à « discuter de tout » avec Washington, y compris des prisonniers politiques, ont été « mal interprétés ». Selon Fidel Castro, Raul Castro, en accord avec les « principes de la Révolution » de 1959, voulait  en fait réitérer sa disposition à « gracier » les 75 militants de  l'opposition arrêtés en 2003, dont 54 restent sous les verrous, et « à les envoyer tous aux États-Unis si ce pays était disposé à libérer les cinq héros antiterroristes cubains », une proposition que Washington avait déjà rejetée en décembre dernier[7].

- Jeudi 30 avril 2009  : Le ministre des Affaires étrangères, Bruno Rodriguez, qualifie le gouvernement américain de « délinquant international », rejetant  un rapport du département d'État américain plaçant de nouveau Cuba sur  la liste noire des États soutenant le terrorisme.

### Mai 2009
- Vendredi 1er mai 2009 : Fidel Castro estime dans une « réflexion » publiée par la presse cubaine : « On ne peut dire encore quelle sera l'évolution future de l'actuelle administration américaine. Il y a des éléments nouveaux, de caractère tant objectif que subjectif. Nous étudions et observons attentivement chacun de ses gestes […] Nous ne sommes pas les incendiaires que certains imaginent, mais nous ne sommes pas non plus des idiots qui se laissent tromper facilement par ceux qui croient que la seule chose importante dans le monde est la loi du marché et le système capitaliste de production […] Nous avons tous le devoir de lutter pour la paix, il n'y a pas d'alternative. Mais jamais l'adversaire ne doit se faire d'illusions quant à une soumission de Cuba ».

- Mardi 12 mai 2009 : Premier cas de grippe H1N1 sur un étudiant mexicain qui a été mis en quarantaine avec treize autres compatriotes en observation.

- Jeudi 21 mai 2009 : Des agents du service de renseignement espagnol, chargés de surveiller des membres de l'ETA réfugiés à Cuba, ont été obligés de quitter l'île communiste la semaine passée sur pression des autorités cubaines, car selon El Mundo, elles n'avaient pas été averties de l'arrivée de ces agents spéciaux[8].

### Juin 2009
- Mercredi 3 juin 2009: l'Organisation des États américains (OEA), lors du sommet de San Pedro Sula (Honduras), prennent à l'unanimité, la décision de réintégrer sans condition Cuba, « suspendu » depuis 1962 de l'OEA en raison de son virage « marxiste-léniniste », mais selon Fidel Castro l'OEA ne devrait pas exister et avait ouvert la porte à « un cheval de Troie », à savoir les États-Unis [9],[10].

- Vendredi 5 juin 2009 : Selon le ministère américain de la Justice, un ancien employé du département d'État et sa femme ont été arrêtés pour avoir espionné les États-Unis pour le compte de Cuba pendant près de 30 ans.